# Elit Cugir
Elit Cugir este o companie producătoare de mezeluri din România, înființată în anul 2002. Compania a fost deținută de omul de afaceri Dorin Mateiu, care mai deține și o firmă de transport internațional (Mercado) și una cu activități în importul și distribuția de materii prime pentru industria cărnii (Mado).
În anul 2007, compania se afla printre primii cinci jucători pe piață, cu o cotă de 7%.
În decembrie 2008, Elit Cugir a achiziționat 80% dintre acțiunile producătorului de mezeluri din București, Vericom 2001, companie care a finalizat anul 2007 cu o cifră de afaceri de 7,6 milioane de euro.La finalul anului 2017, antreprenorul Dorin Mateiu a vândut afacerea Elit Cugir către grupul Smithfield. 

#### Produse și distribuție
Elit și Vericom au dezvoltat de-a lungul timpului o sortimentație de peste 300 de produse atent selectate, în gamele Plin de Carne, Premia, Pomo, Pizzaro și Veri. În cadrul celor 4 fabrici proprii din București, Alba Iulia, Cugir și Arad, Elit produce toate gamele de mezeluri: Salamuri, Cârnați, Specialități, Crenvurști, Parizer, Afumături, Prospături, Crud-Uscate, Mici, activând pe toate canalele de vânzare, dar preponderent în comerțul tradițional, unde deține un portofoliu de 13.000 de clienți activi.
Distribuția mezelurilor se face cu preponderență în comerțul tradițional prin cele 5 depozite logistice (Alba Iulia, București, Craiova, Bacău și Constanța). În 2020, Elit deține un lanț de 55 de magazine.
În 2020, ca urmare a deciziei privind încurajarea respectării măsurilor de distanțare socială, producătorul de alimente a extins portofoliul de servicii și a început să facă livrări la domiciliu cu ajutorul unei aplicații mobile. Elit anunță că transportul este gratuit și produsele pot fi cumpărate la același preț ca în magazine. Comenzile se pot face prin intermediul aplicației de mobil Beez sau online, pe site-ul use-beez.com.
Număr de angajați:
| Anul           | 2020  | 2009  | 2007 |
| -------------- | ----- | ----- | ---- |
| nr de angajați | 1.800 | 1.300 | 800  |

În anul 2020, compania are 1.800 de angajați (1.500 angajați Elit și 300 angajați Vericom) și o capacitate de producție de mezeluri de 2.500 t/lună.

Cifra de afaceri:
| Anul          | 2018 | 2016 | 2007 | 2006 |
| milioane euro | 415  | 75   | 52,1 | 50   |

## Grupul Elit
În anul 2006, companiile Elit și Mercado au înregistrat cifră de afaceri cumulată de 93,6 milioane de euro, iar în 2005 cifra de afaceri a fost de 68,9 milioane euro.

## Alba Market
Alba Market este divizia de retail a grupului Elit Cugir.
În 2014 lanțul de magazine al Elit Cugir a ajuns la 42 de magazine, amplasate în special în centrul și vestul țării.
În noiembrie 2014, Alba Market a intrat în insolvență.